# Briouze
 Briouze  ist eine französische Gemeinde mit 1.511 Einwohnern (Stand 1. Januar 2022) im Département Orne in der Region Normandie. Sie gehört zum Arrondissement Argentan und zum Kanton Athis-Val de Rouvre.

## Lage
Die Gemeinde Briouze liegt 16 Kilometer ostsüdöstlich von Flers. Das Gemeindegebiet wird vom Flüsschen Val du Breuil durchquert, das im Nordosten in die Rouvre mündet.

## Bevölkerungsentwicklung
| Jahr      | 1962 | 1968 | 1975 | 1982 | 1990 | 1999 | 2006 | 2014 | 2021 |
| Einwohner | 1518 | 1685 | 1703 | 1690 | 1658 | 1620 | 1600 | 1541 | 1513 |

## Sehenswürdigkeiten

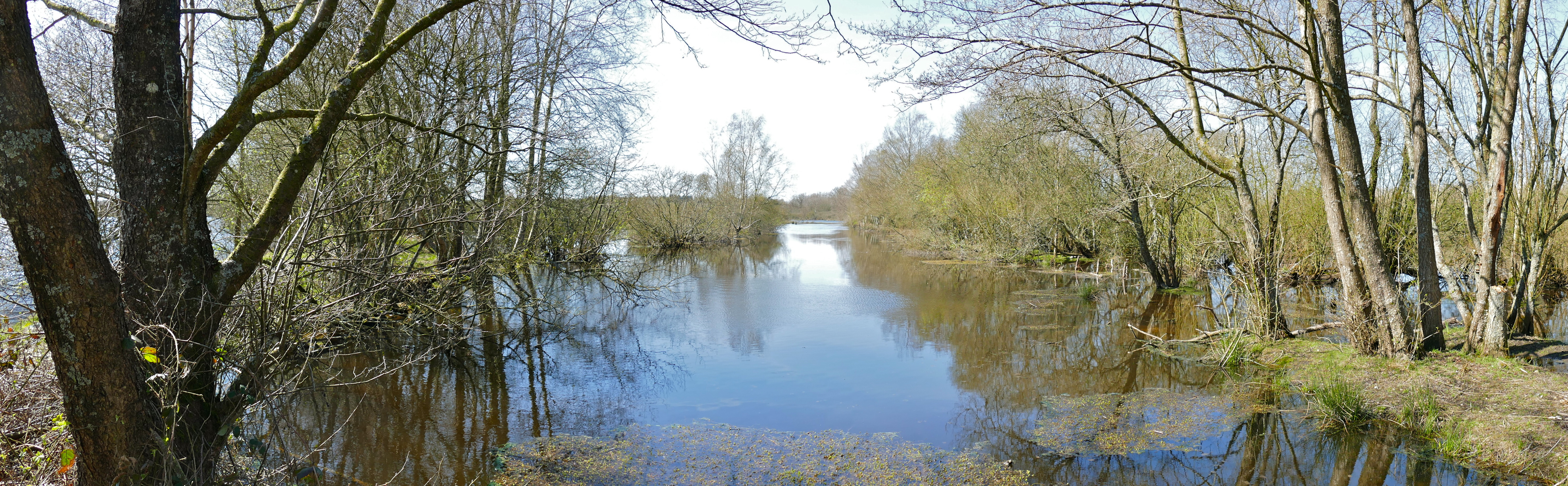
Marais du Grand Hazé

- Sumpfgebiet Marais du Grand Hazé (Natura 2000)[1]
- Zwei Motten auf dem Gemeindegebiet
- Kirche Saint-Gervais-Saint-Protais (11. Jahrhundert)
- Kapelle Saint-Gervais
- Burgruine
- Wasserturm

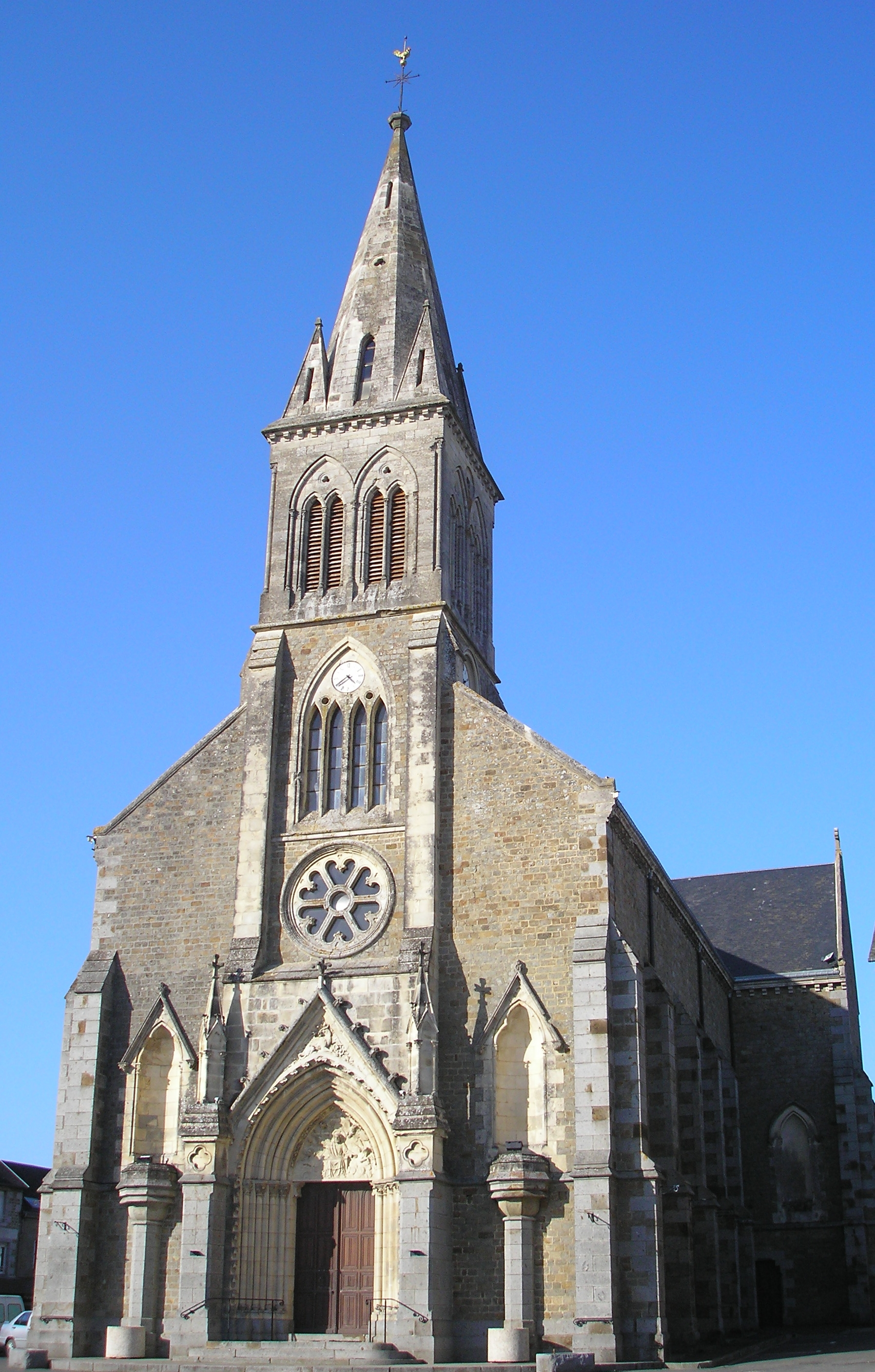
Kirche Saint-Gervais-Saint-Protais
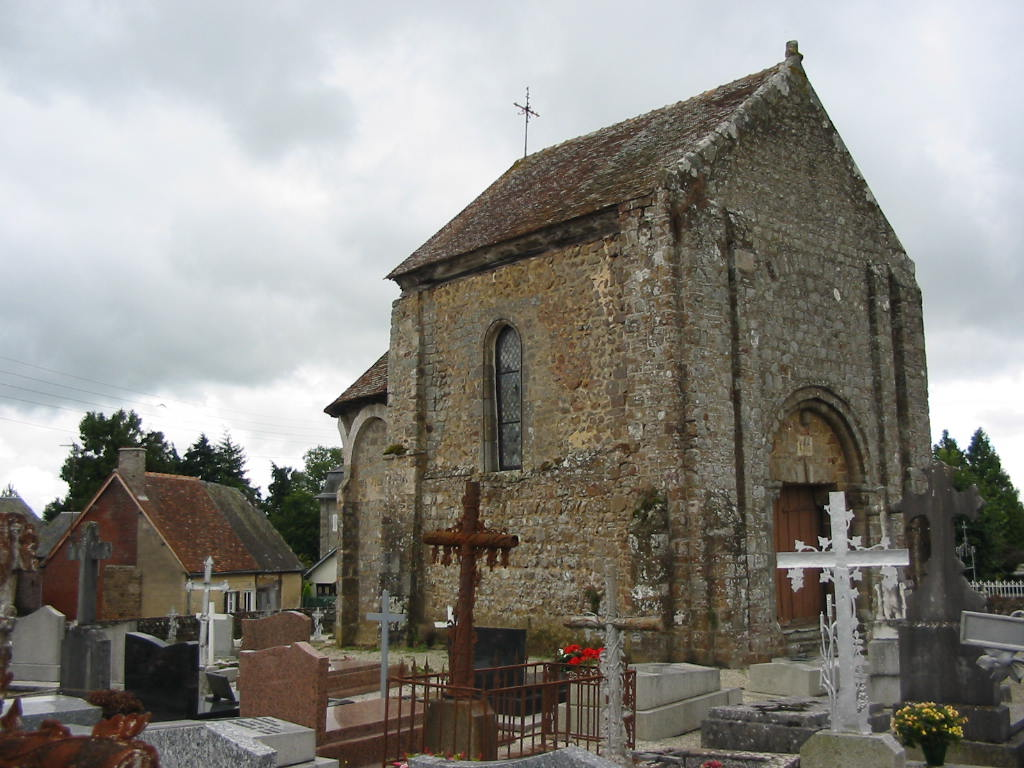
Kapelle Saint-Gervais-Saint-Protais
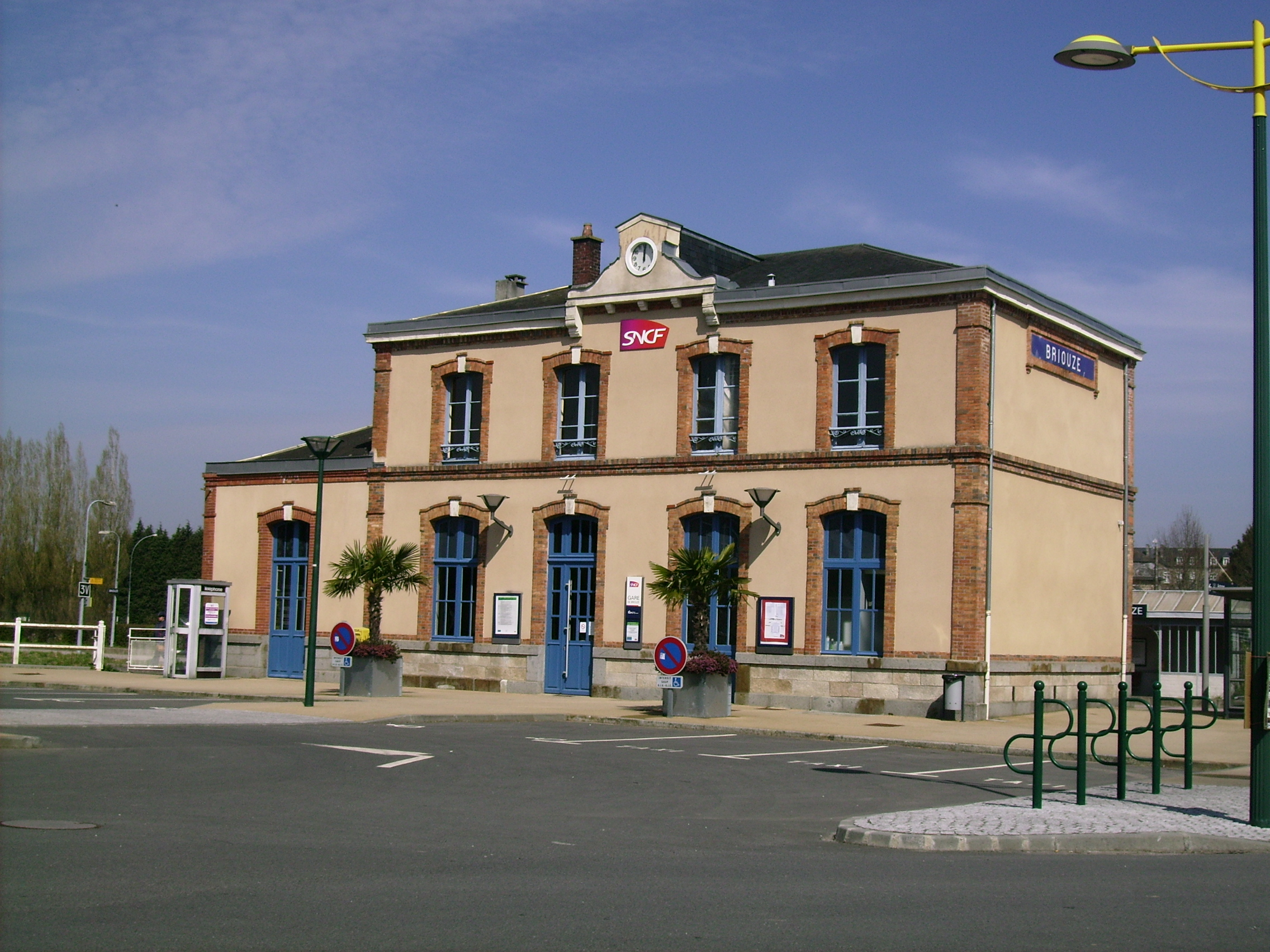
Bahnhof
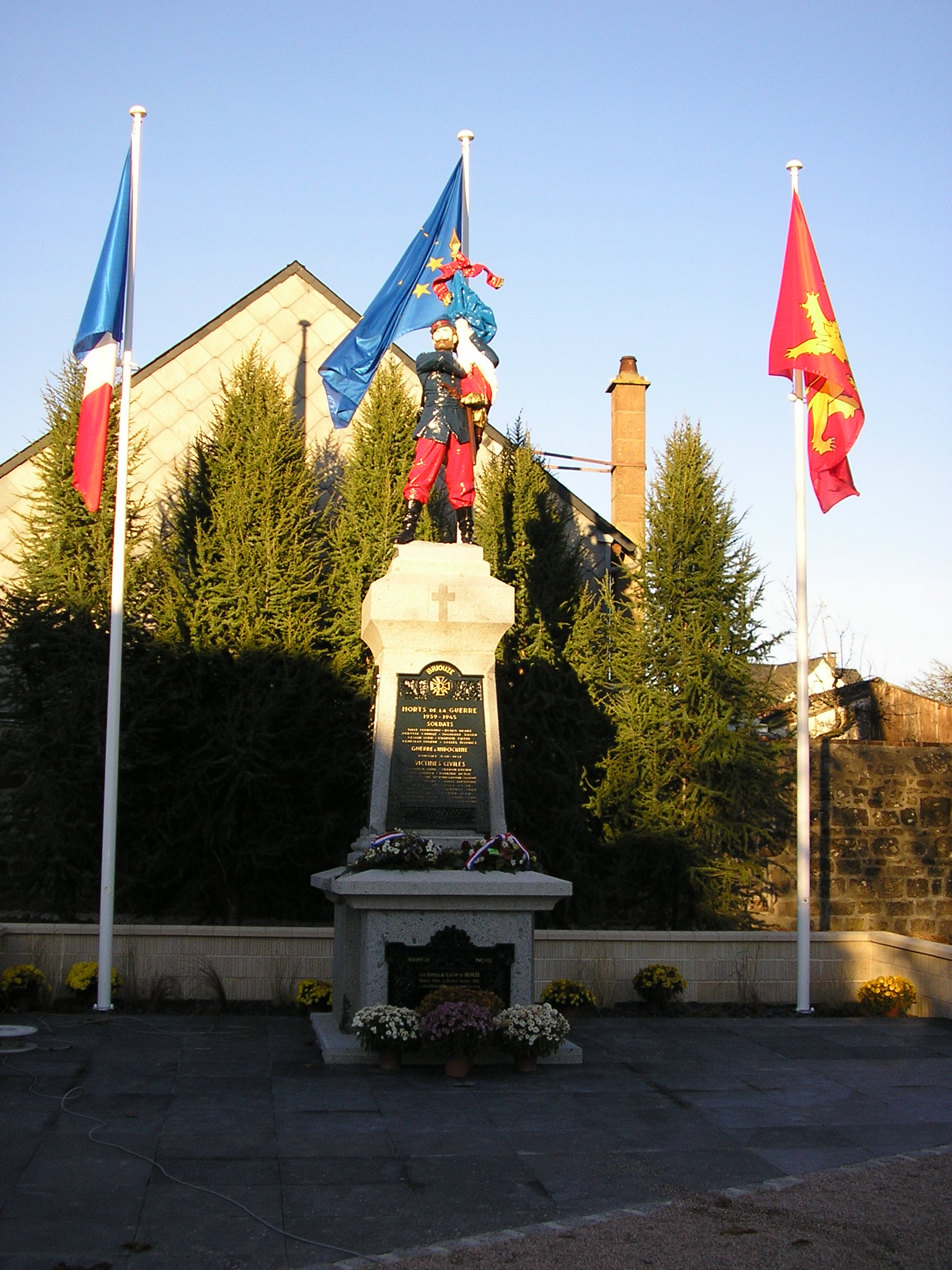
Gefallenendenkmal

## Persönlichkeiten
- Familie Braose, aus Briouze stammend
- Hubert Bassot (1932–1995), Politiker, starb in Briouze

## Gemeindepartnerschaft
- Salzdahlum (Niedersachsen)